# Wülfershausen (Wasserlosen)
Wülfershausen ist ein Gemeindeteil der Gemeinde Wasserlosen im Landkreis Schweinfurt (Unterfranken, Bayern).

## Geographie
Das Kirchdorf Wülfershausen liegt auf einer Höhe von etwa 300 m ü. NHN und hat ca. 500 Einwohner. Das Kirchdorf liegt an der Staatsstraße 2433 und am Fränkischen Marienweg.
Im Osten liegt Schwemmelsbach, im Süden Burghausen, im Westen Neubessingen (Stadtteil von Arnstein) und im Südosten Kaisten.

## Geschichte
Wülfershausen wurde am 5. Februar 1100 erstmals urkundlich erwähnt. Am 1. Mai 1978 wurde die bis dahin selbständige Gemeinde in die Gemeinde Wasserlosen eingegliedert.

## Kultur und Sehenswürdigkeiten

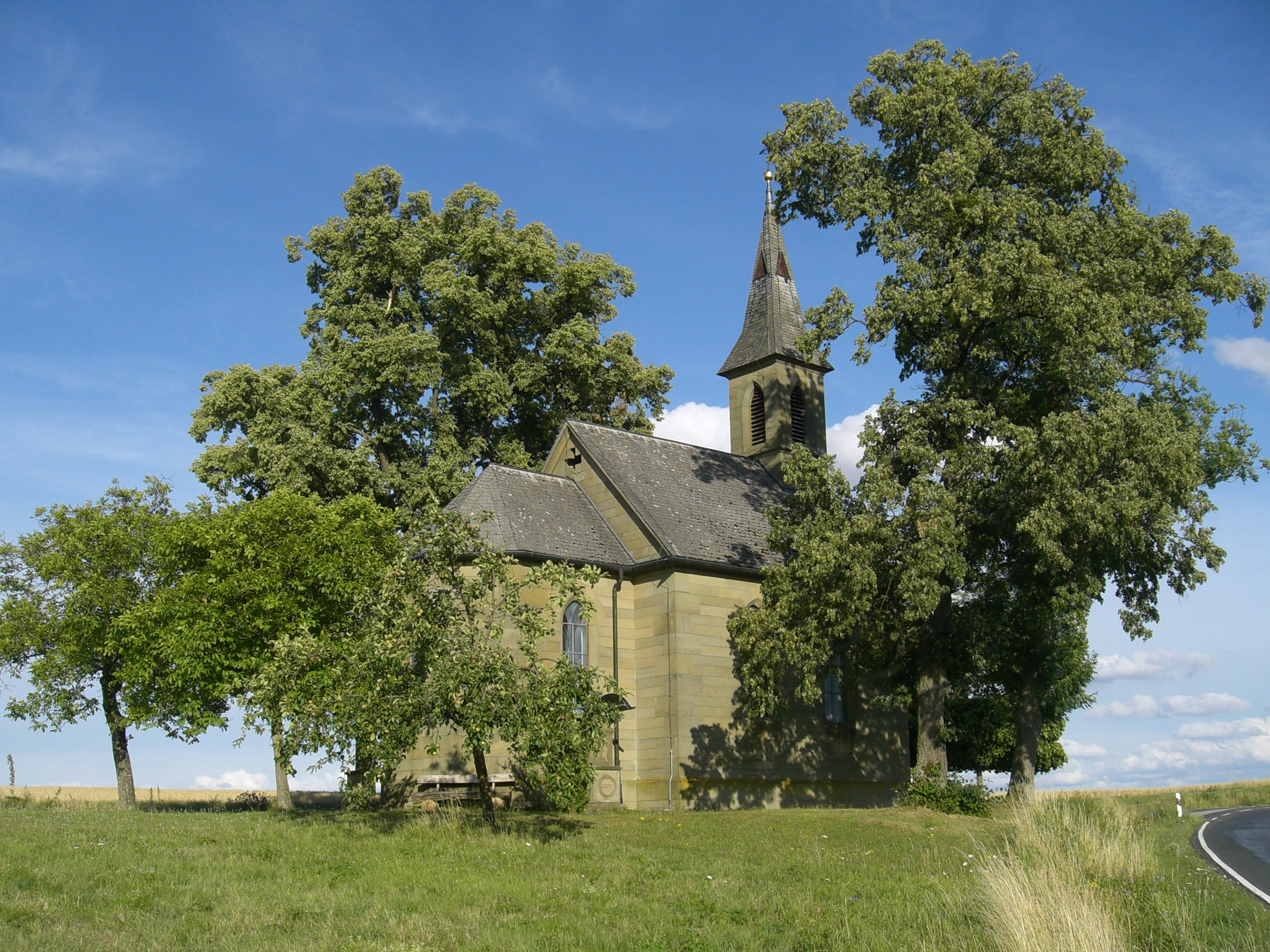
Kapelle

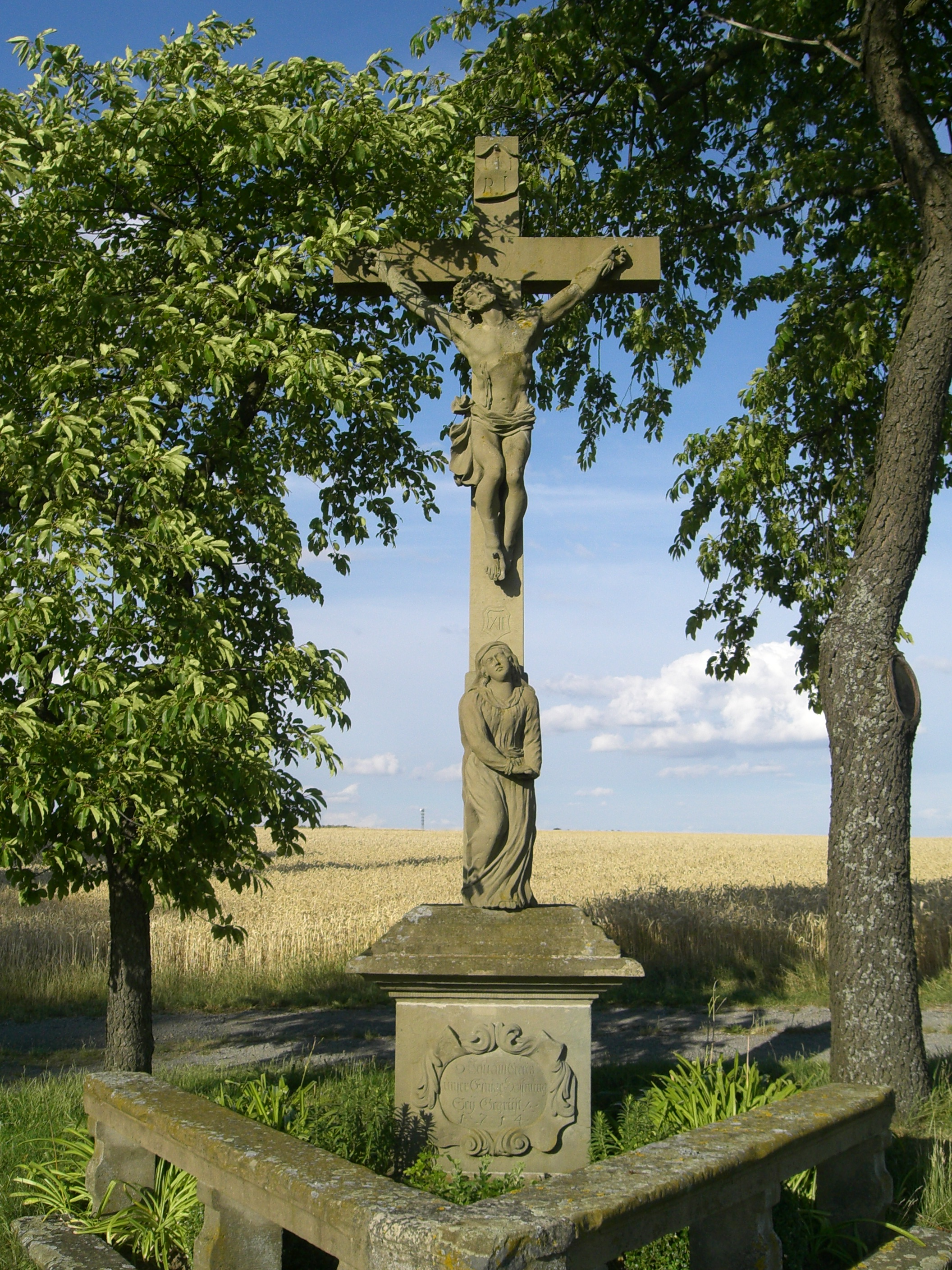
Kruzifix

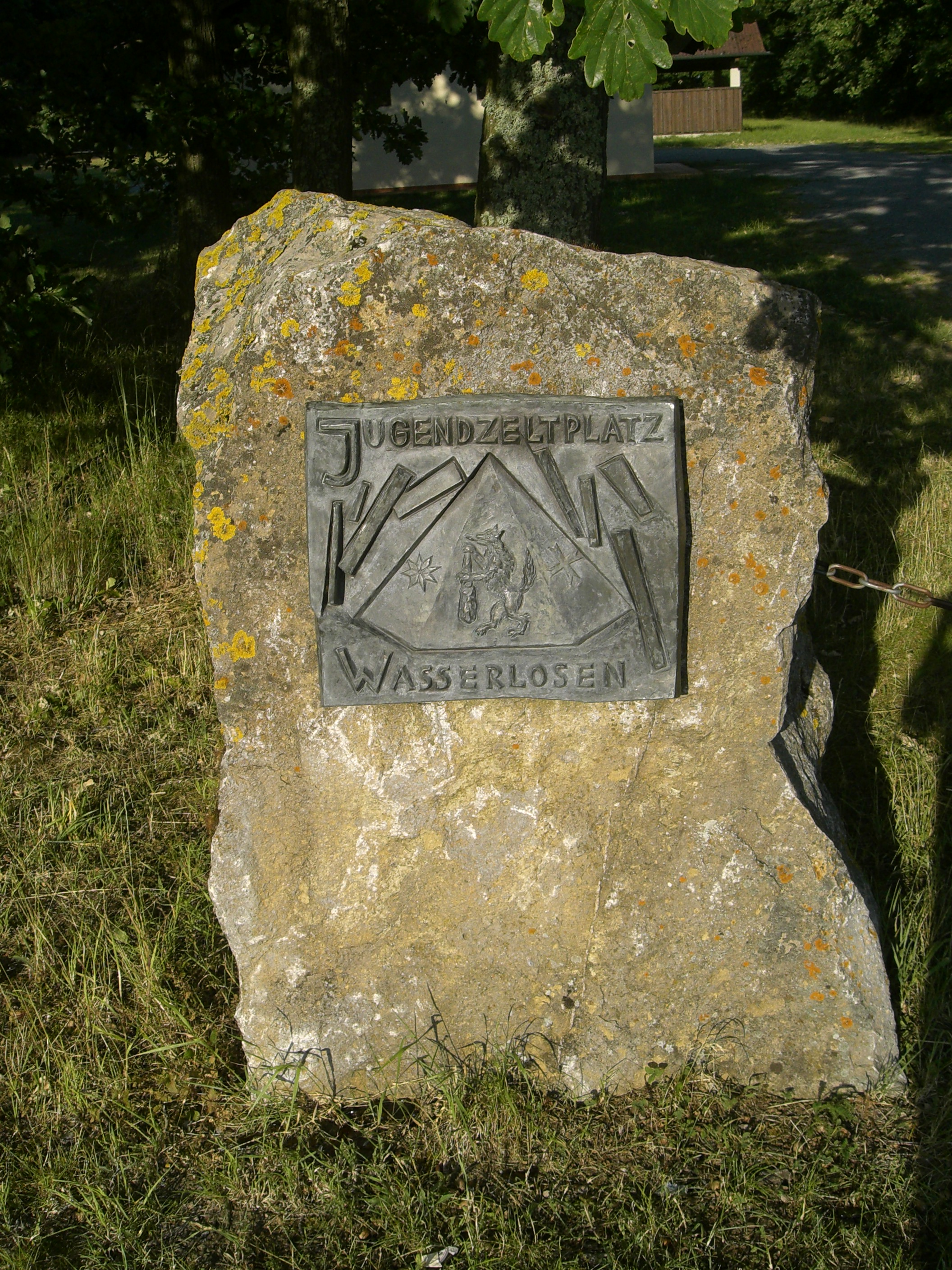
Zeltplatz

### Sehenswürdigkeiten
- Die Kirche St. Kilian und Vitus wurde von Fürstbischof Julius Echter gestiftet.
- An der Straße Richtung Langendorf gibt es eine Kapelle zu Ehren der 14 heiligen Nothelfer. Die Kapelle wurde im Jahr 1889 erbaut.
- Bildstöcke

### Vereine
- St. Johannisverein
- Musikverein
- Kriegerverein
- DJK (1974 Aufstieg in die Bayerische Fußball-Landesliga Nord)
- Freiwillige Feuerwehr
- Eigenheimer
- Junggesellenclub „Kohlenbrenner“

### Bauwerke/Einrichtungen
- In Wülfershausen gibt es einen Zeltplatz und die Deponie der Gemeinde Wasserlosen.

## Verkehr
Es gibt eine Busverbindung (Nr. 8139) der Omnibus Verkehr Franken GmbH (OVF) nach Schweinfurt, ferner nach Arnstein und weiter nach Würzburg. Außerdem fahren Busse nach Hammelburg und weiter nach Bad Kissingen oder nach Gemünden.

## In Wülfershausen geboren
- Augustinus Erthel (1714–1796), Benediktiner in Fulda und theologischer Autor